# Ayu Ting Ting
Ayu Ting Ting, właśc. Ayu Rosmalina (ur. 20 czerwca 1992 w Depok) – indonezyjska piosenkarka, modelka i prezenterka telewizyjna. Jest jednym z czołowych wykonawców muzyki dangdut w Indonezji.
Popularność zyskała w 2011 roku za sprawą utworu „Alamat Palsu”.

## Dyskografia
- 2006: Geol Ajep-Ajep
- 2015: Best of Ayu Ting Ting